# Butyrylcholine
La butyrylcholine est un composé chimique de formule CH3CH2CH2COOCH2CH2N+(CH3)3. C'est une molécule synthétique qui n'est pas présente naturellement dans le corps humain. Structurellement très semblable à l'acétylcholine CH3COOCH2CH2N+(CH3)3, elle présente un effet physiologique cholinergique et est un substrat des cholinestérases, qui l'hydrolysent en ion butyrate CH3CH2CH2COO− et en choline HOCH2CH2N+(CH3)3. Cependant, l'affinité de l'acétylcholinestérase des neurones pour la butyrylcholine est sensiblement moindre que celle de la butyrylcholinestérase pour cette molécule, ce qui permet de différencier ces deux enzymes.